# Krisztina Medveczky
Krisztina Medveczky (Budapest, Hungría, 14 de abril de 1958) es una gimnasta artística húngara, medallista de bronce olímpica en 1972.

## Carrera deportiva
En los JJ. OO. de Múnich de 1972 gana el bronce en equipos, tras la Unión Soviética y Alemania del Este, siendo sus compañeras de equipo: Ilona Békési, Mónika Császár, Márta Kelemen, Anikó Kéry y Zsuzsa Nagy.
En el Mundial celebrado en Varna (Bulgaria) en 1974 gana el bronce en el concurso por equipos, tras la Unión Soviética (oro) y Alemania del Este (plata), siendo sus compañeras de equipo: Marta Egervari, Mónika Császár, Zsuzsa Nagy, Zsuzsa Matulai y Ágnes Bánfai.